# Полет 455 на „Кубана де Авиасион“
Полет 455 на „Кубана де Авиасион“ е редовен пътнически полет от международното летище „Тимехри“, Джорджтаун, Гвиана, до международното летище „Хосе Марти“, Хавана, Куба, с планирани междинни кацания в Тринидад (Тринидад и Тобаго), Бриджтаун (Барбадос) и Кингстън (Ямайка), управляван от „Кубана де Авиасион“. На 6 октомври 1976 г. самолетът „Дъглас DC-8-40“, който изпълнява полета, е свален след терористична бомбена атака и експлозия на борда близо до Бриджтаун. Всички 73 пътници и екипаж загиват, включително членове на кубинския национален отбор по фехтовка.
Свързани с ЦРУ кубински изгнаници по време на кубинската революция против Фидел Кастро, са замесени в атентата. Събитията са усложнени, когато Куба обвинява правителството на САЩ, че е съучастник в атаката. Документи на ЦРУ, публикувани през 2005 г., показват, че агенцията разполага с информация още през юни 1976 г., че групировки в кубинско изгнание планират да бомбардират кубински самолет. Бившият агент на ЦРУ Луис Посада Карилес отрича да е замесен, но предоставя подробности в книгата си „Пътищата на воина“. Координацията на обединените революционни организации, чийто основател е Луис Посада Карилес, се смята за отговорна за атентата.
Четирима мъже са арестувани във връзка с инцидента и се провежда съдебен процес във Венецуела. Фреди Луго и Ернан Рикардо Лозано са осъдени на по 20 години затвор. Орландо Бош е оправдан и по-късно се премества в Маями, Флорида, където живее до смъртта си. Луис Посада Карилес е задържан осем години, докато чака окончателна присъда, но в крайна сметка избягва. По-късно той влиза в САЩ, където е държан по обвинения в нелегално влизане в страната, но е освободен през 2007 г.
В Барбадос е издигнат паметник на убитите в бомбардировката и няколко пъти Фидел Кастро го посещава, където призовава Луис Посада Карилес „да бъде изправен пред правосъдието...“. През октомври 2012 г. е открит допълнителен паметник в Гвиана, в кампуса на Тюркиен.